# Connor Sa

a Compétitions nationales et continentales officielles uniquement.

b Matchs officiels uniquement.
Dernière mise à jour le 16 mai 2025.
Connor Sa, né le 22 janvier 2002, est un joueur franco-néo-zélandais de rugby à XV jouant au poste de talonneur. Il est le fils du pilier Benjamin Sa.
Il remporte la Champions Cup avec l'Union Bordeaux Bègles en 2025.

## Biographie
Connor Sa naît le 22 janvier 2002 naît dans la banlieue d'Auckland en Nouvelle Zélande. Son père, Benjamin, a mené sa carrière de pilier dans des clubs français : Racing 92, Union sportive montalbanaise et Union Bordeaux Bègles (2013-2015), si bien que c'est en France que Connor se forme. Depuis l'âge de 13 ans il joue ainsi avec l'Union Bordeaux Bègles, qui le prête pour la saison 2022-2023 à l'US Carcassonne, qui évolue alors en Pro D2.
En 2022, il participe à trois rencontres du Tournoi des Six Nations des moins de 20 ans avec l'équipe de France, au cours desquelles il inscrit deux essais et est élu « homme du match » contre l'Écosse. Au mois de mai suivant il prolonge son contrat avec l'Union Bordeaux Bègles pour trois saisons. En juin, il participe aux Six Nations Summer Series avec les Bleuets.
L'hiver 2022-2023 voit son entrée dans la compétition professionnelle de haut niveau : en décembre 2022 il joue son premier match de Top 14 contre le Stade rochelais, et en janvier 2023 il entre en jeu contre les Sharks à Durban dans le cadre de la Champions Cup.
Le 24 mai 2025, il est remplaçant en finale de la Champions Cup au Millennium Stadium de Cardiff face aux Northampton Saints et entre à la 64e minute à la place de Maxime Lamothe. Les bordelo-bèglais s'imposent 28 à 20 face aux anglais et remportent ainsi le premier titre de l'histoire du club.

## Palmarès
- Vainqueur de la Champions Cup en 2025 avec l'Union Bordeaux Bègles.
- Finaliste du Championnat de France en 2024 avec l'Union Bordeaux Bègles.